# Нікель-56
Нікель-56 (56Ni) — ізотоп нікелю, масове число якого дорівнює 56: його атомне ядро має 28 протонів і 28 нейтронів зі спіном 0+ для атомної маси 55,942132 а.о.м. Він характеризується надлишком маси -53907,6±0.4 кеВ і енергією зв'язку ядра на нуклон 8642,781 кеВ.
Цей нуклід нестабільний, з періодом напіврозпаду 6,075 днів: він зазнає двох послідовних β+- розпадів до 56Co потім на 56Fe:
{\displaystyle \mathrm {^{56}_{28}Ni\ {\xrightarrow[{6,075\ {\text{днів}}}]{\beta ^{+}\ 2,136\ MeV}}\ {}_{27}^{56}Co\ {\xrightarrow[{77,26\ {\text{днів}}}]{\beta ^{+}\ 4,566\ MeV}}\ {}_{26}^{56}Fe} }.

Енергія зв'язку ядер на один нуклон як функція числа нуклонів в атомних ядрах.

Цей ланцюжок розпадів створює більшу частину світності наднових зірок, які вибухають після процесу ядерного горіння кремнію. Ця реакція перетворює 28Si на 56Ni шляхом послідовного приєднання семи ядер гелію-4 при температурах від 2,7 ГК (мільярди кельвінів). Жоден інший ядерний синтез не може вивільнити енергію крім нікелю. Це є причиною природного надлишку 56Fe. Ця реакція триває менше тижня в ядрах зір щонайменше у 8 разів масивніших за Сонце. Чим масивніше зірка, тим вище тиск і температура ядра, і тим швидше цей процес. Тоді шари ядерного палива навколо ядра зірки стискаються, нагріваються та запускають швидші реакції термоядерного синтезу (порядку секунди), які призводять до вибуху наднової з колапсом ядра. Ядерне горіння кремнію займає хвилини або навіть секунди в інших типах наднових.
Реакція зупиняється в зорях на рівні нікелю-56, який повністю перетворюється на залізо-56, тому що енергія зв'язку ядер на нуклон припиняє зростати на рівні нікелю, а не заліза, всупереч поширеній думці, і зменшується після: тому ядерний синтез перестає вивільняти енергію з нікелю, і саме поділ ядер робить можливим вивільнення енергії з атомів, важчих за нікель; Таким чином, цинк-60 не утворюється ядерним горінням нікелю, оскільки цей процес споживає енергію.
Особливістю ядра 56Ni є подвійне магічне, тобто складається з магічного числа протонів і нейтронів. Однак вимірювання магнітного дипольного моменту міді-57 показали, що ядро нікеля-56 було би меншим інертним, ніж очікувалося для такого подвійно магічного ядра.